# (1350) Rosselia
(1350) Rosselia – planetoida z pasa głównego asteroid okrążająca Słońce w ciągu 4 lat i 304 dni w średniej odległości 2,86 au. Została odkryta 3 października 1934 w Observatoire Royal de Belgique w Uccle przez Eugène’a Delporte. Nazwa planetoidy pochodzi od Marie-Thérèse Rossel (1910–1987), redaktorki belgijskiej gazety „Le Soir”. Przed nadaniem nazwy planetoida nosiła oznaczenie tymczasowe (1350) 1934 TA.